# بوسكوتريكاسي
بوسكوتريكاسي، (بالإنجليزية: Boscotrecase)‏، نطق (الإيطالية :ɔbɔskotre (k) ːkaːse -aːze)، (اللغة النابولية: Vuoschetreccàse)، هي (بلدية) في مقاطعة نابولي في المنطقة الإيطالية كامبانيا، وتقع على بعد حوالي 20 كم جنوب شرق نابولي.

## السكان
في سنة 1861 بلغ عدد السكان 5٬238 نسمة، وتطور العدد ليصل في سنة 2011 لـ 10٬416 نسمة.
يظهر هذا المخطط البياني تطور النمو السكاني لـ بوسكوتريكاسي